# لیگوش
لیگوش، روستایی است از توابع بخش کجور شهرستان نوشهر در استان مازندران ایران.
لیکوش یا لیگوش در واقع بعنوان پل ارتباطی بین روستاهای دیگر از جمله سریوده انگیل خاچک هزارخال صالحان ورازان شاناجر می باشد

## جمعیت
این روستا در دهستان توابع کجور قرار دارد و براساس سرشماری مرکز آمار ایران در سال ۱۳۸۵، جمعیت آن ۷۹ نفر (۲۲خانوار) بوده‌است. مردم لیگوش از قومیت طبری هستند. مردم لیگوش به زبان طبری با گویش کجوری سخن می‌گویند.